# Rembrandt
Rembrandt Harmenszoon van Rĳnⓘ (ur. 15 lipca 1606 w Lejdzie, zm. 4 października 1669 w Amsterdamie) – holenderski malarz, rysownik i grafik. Uważany powszechnie za jednego z największych artystów europejskich i światowych.

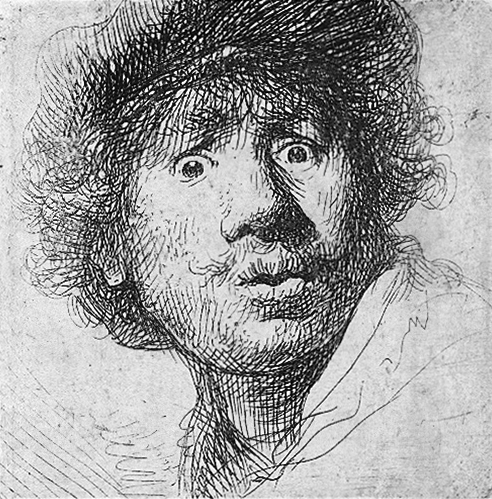
Autoportret (1630)

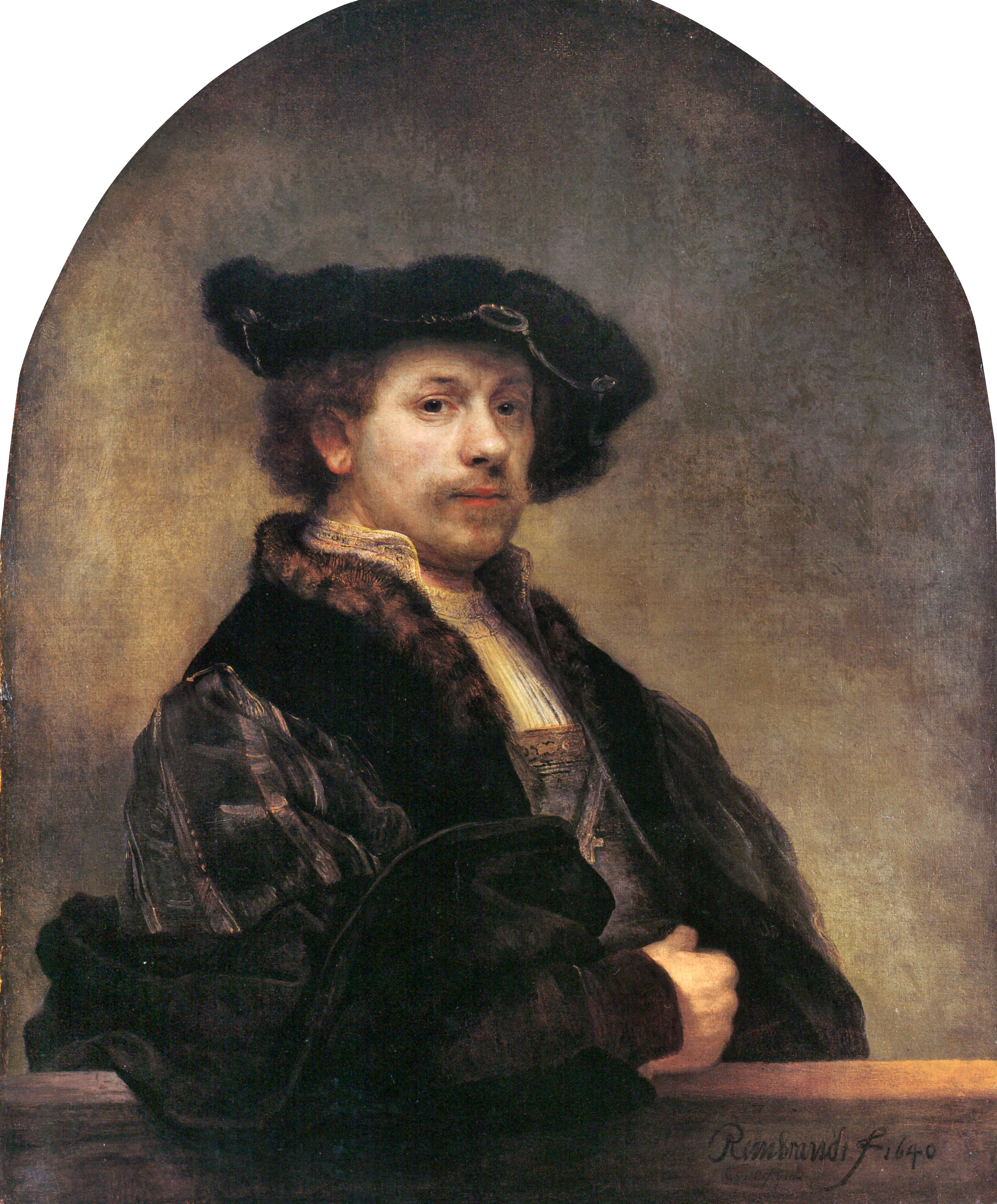
Autoportret (1640)

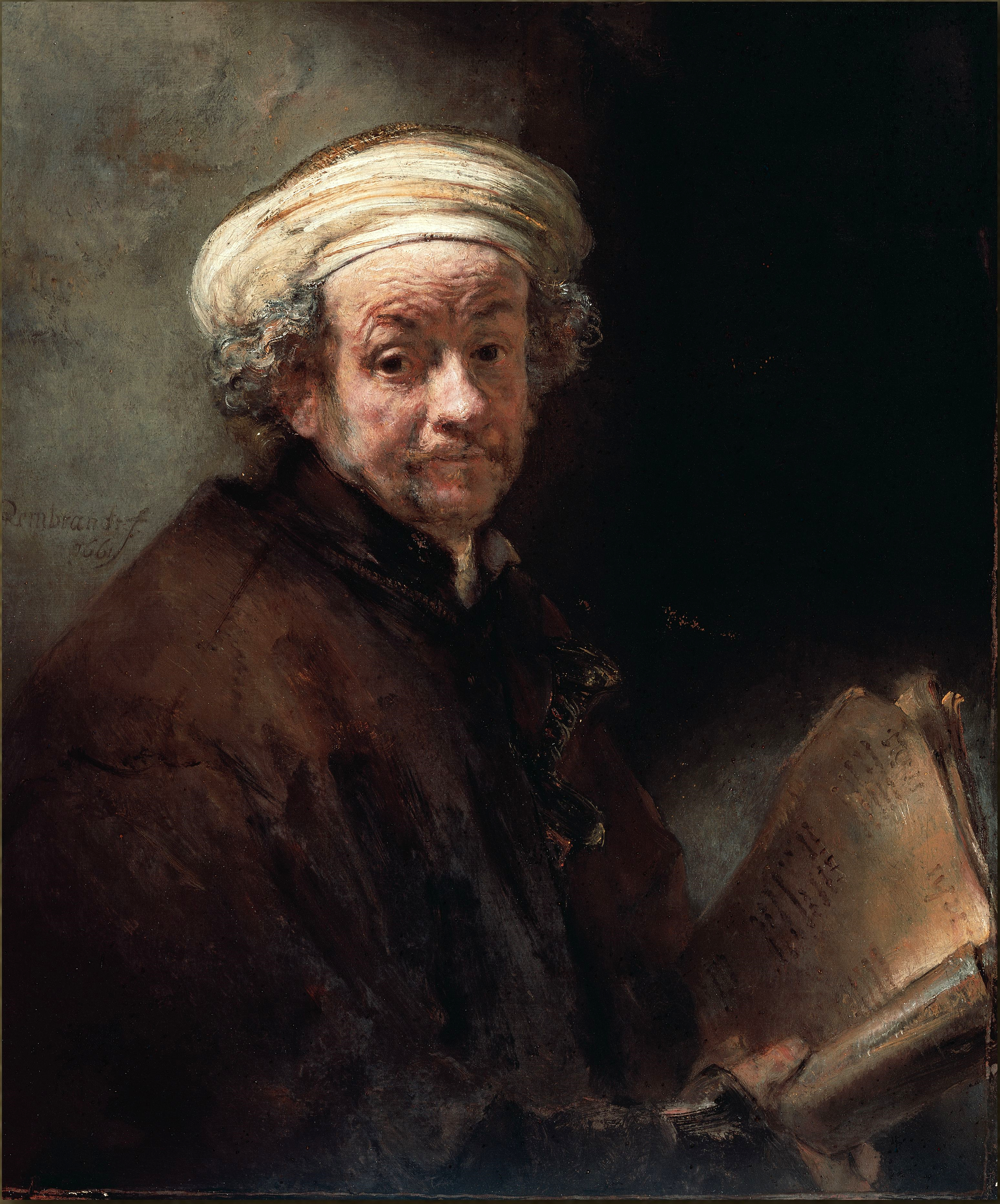
Autoportret (1661)

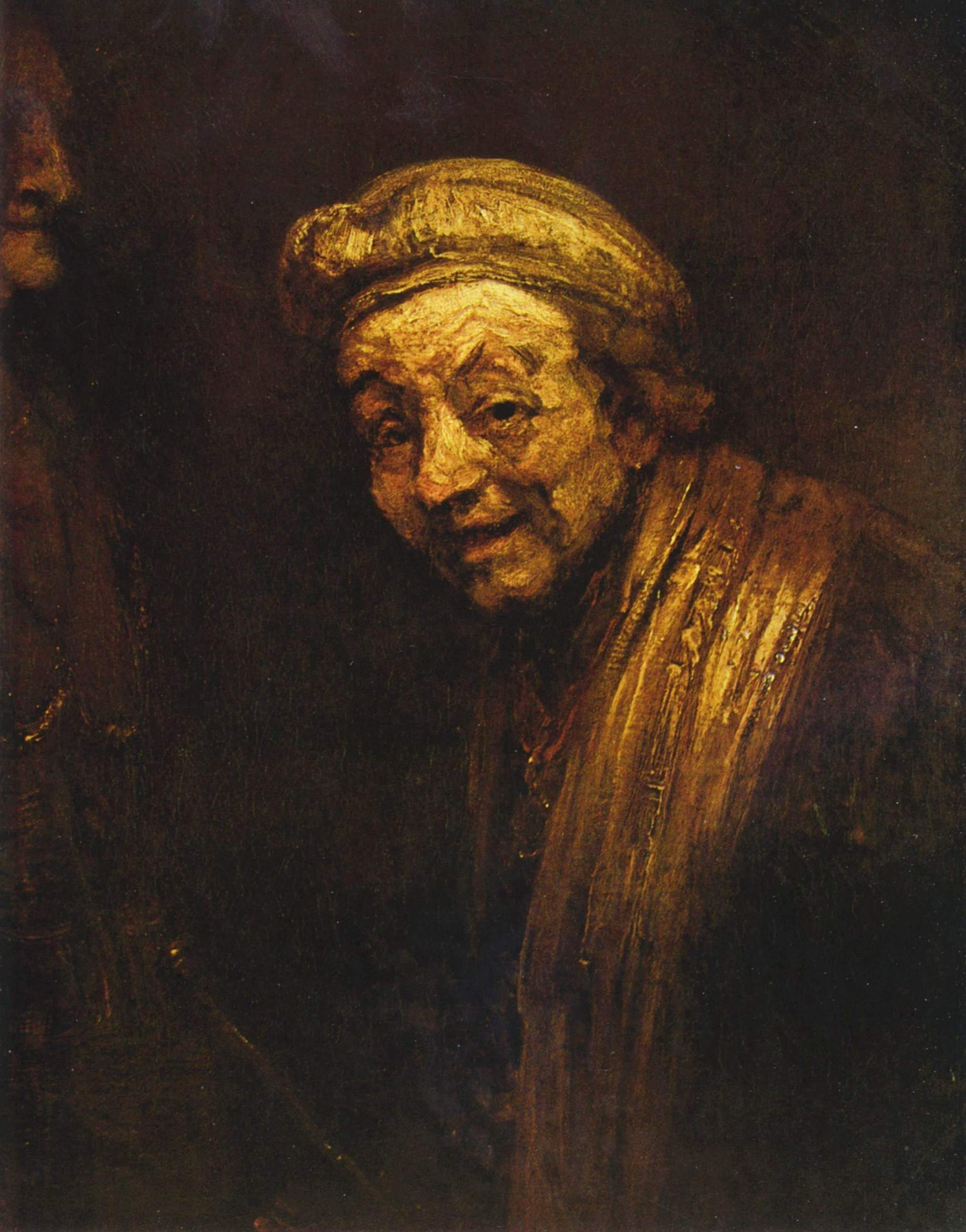
Autoportret (ok. 1669)

Obok Jana Vermeera i Fransa Halsa najważniejszy malarz w sztuce holenderskiej „złotego wieku” – okresu, w którym kultura, nauka, gospodarka, potęga militarna i wpływy polityczne Holandii osiągnęły apogeum.
W okresie lejdejskim swoje obrazy sygnował skrótem „RHL” (Rembrandus Hermanii Leidensis). Później podpisywał się jedynie samym imieniem, podobnie jak wielcy artyści renesansu: Michał Anioł, Rafael lub Tycjan.

## Życiorys
Był dziewiątym (przedostatnim) dzieckiem młynarza Harmena Gerritszoona oraz córki piekarza Neeltge Willemsdochter van Zuitbroeck. Dzieciństwo spędził w Lejdzie. Od siódmego roku życia uczył się w szkole łacińskiej. Siedem lat później, 20 maja 1620 r., wstąpił na uniwersytet w Lejdzie, ale studiował tam tylko kilka miesięcy. W 1621 r. rozpoczął naukę malarstwa w pracowni Jacoba van Swanenburgha, w której przez 3 lata uczył się podstaw i techniki malarstwa. W 1624 r. rodzice wysłali go do Amsterdamu, gdzie doskonalił swój kunszt malarski u Pietera Lastmana (1583–1633), uznanego malarza obrazów historycznych, cechujących się silnym realizmem i wielkim napięciem dramatycznym. Od niego zapożyczył styl narracyjny, sposób ukazywania psychologicznej głębi postaci oraz technikę światłocienia.
Po powrocie do Lejdy otworzył własną pracownię i rozpoczął współpracę z osiemnastoletnim Janem Lievensem (1607–1674), również uczniem Lastmana. Około 1628 r. pracownię młodych artystów odwiedził Constantijn Huygens, dyplomata, podróżnik i poeta. Było to przełomowe wydarzenie w karierze Rembrandta i Jana Lievensa. Constantĳn Huygens był jedną z najbardziej wpływowych osobistości w Holandii, a tym samym jego poparcie, jak również osąd w dziedzinie sztuki, miały decydujące znaczenie. Huygens zamówił portret u Jana Lievensa, natomiast Rembrandt miał namalować portret jego brata. Przez kilka następnych lat Huygens śledził ich karierę, organizował zamówienia, pełnił rolę kogoś w rodzaju agenta.
W 1630 r. umarł ojciec malarza. W 1631 r. Rembrandt osiadł w Amsterdamie, gdzie marszand obrazów Hendrick van Uylenburgh (ok. 1587–1661, wiele lat mieszkający w Krakowie, później w Gdańsku) zaproponował mu otwarcie u siebie pracowni. Za jego pośrednictwem Rembrandt otrzymał prestiżowe zamówienia. Malował głównie portrety zamawiane przez najbogatsze rodziny Amsterdamu. 5 czerwca 1633 r. zaręczył się z Saskią van Uylenburgh, bliską krewną Hendricka (kuzynką lub bratanicą/siostrzenicą), którą poślubił 22 czerwca 1634 r. Żona, córka burmistrza, wniosła posag w wysokości 40 tys. florenów. Młodzi małżonkowie zamieszkali w luksusowym domu w dzielnicy nad rzeką Amstel. Artysta często uwieczniał żonę na swoich płótnach. W 1635 r. Rembrandt otworzył pracownię w wynajętym magazynie, przez którą przewinęło się następnie kilkudziesięciu uczniów. W styczniu 1639 r. kupił duży dwupiętrowy dom przy Jodenbreestraat, w dzielnicy żydowskiej. W 1640 r. umarła matka Rembrandta. Umarło też pierwszych troje jego dzieci: Rombertus (1635), Cornelia (1638) i również Cornelia (1640). W 1641 r. przyszedł na świat Titus. 14 czerwca 1642 r. w wieku 30 lat umarła (prawdopodobnie na gruźlicę) Saskia. W testamencie rozdzieliła sumę 40 tys. florenów pomiędzy syna i męża. Titusem zajęła się najęta guwernantka, bezdzietna wdowa Geertje Dircx, która wkrótce została metresą Rembrandta.
W 1646 r. do domu Rembrandta przybyła nowa służąca, 23-letnia Hendrickje Stoffels, która zastąpiła Geertje. Rembrandt zakochał się w niej, ale nie mógł jej poślubić, gdyż naraziłby się na stratę wielkiej części spadku po Saskii. Oskarżeni zostali o konkubinat. W 1654 r. Hendrickje urodziła córkę Cornelię; równocześnie została ekskomunikowana. Rembrandt starzejąc się popadał w ruinę i izolował się od świata, coraz mniej czasu poświęcał wykonywaniu zamówień. W 1656 r. stał się bankrutem. Zbiory artysty zostały wystawione na licytację i sprzedane. W 1663 r. umarła Hendrickje. 4 września umarł Titus, zaledwie kilka miesięcy po ślubie z Magdaleną van Loo. Rembrandt zmarł 4 października 1669 r. w małym domku w dzielnicy Rozengracht, gdzie mieszkał ze swoją 15-letnią córką Cornelią. Pochowany został 8 października obok Saskii, Titusa i Hendrickje w Westerkerk w Amsterdamie.

## Prerembrandtyści
W 1. połowie XVII w. działała w Amsterdamie grupa malarzy, do której należeli: Pieter Lastman (1583–1633), Jan Pynas (ok. 1582–1631), Jacob Pynas (ok. 159 – ok. 1650), Claes Cornelisz. Moeyaert (1591–1655), Francois Venant (1592–1663).
Pod wpływem Caravaggia i caravaggionistów oraz pejzażysty Adama Elsheimera stworzyli oni nową formułę barokowego malarstwa historycznego, którą charakteryzował dramatyzm kompozycji, kontrastowa kolorystyka, patos póz i gestów. Ich styl, zwłaszcza Pietera Lastmana, oddziałał silnie na wczesną twórczość Jana Lievensa i Rembrandta.

## Twórczość
Rembrandt pozostawił po sobie około 300 obrazów olejnych, 300 grafik i około 1000-2000 rysunków. Charakterystyczną cechą jego dzieł jest zafascynowanie efektami światła i głębokich cieni. Jego styl i technika ewoluowały z biegiem lat, jednak zamiłowanie do dramatycznego oświetlenia malowanych scen zajmowało centralną pozycję w jego całej twórczości, tak malarskiej jak graficznej. Obrazy malowane są z olbrzymią swobodą, im później tym bardziej szerokimi, swobodnymi pociągnięciami pędzla. Potężnym środkiem malarskim Rembrandta był światłocień, w sposób jemu właściwy stosowany, będący połączeniem światła i cienia, zmroku, z którego wyłaniają się postacie, oraz jasnych promieni. Rembrandt stosował mistrzowski światłocień zbliżony do dzieł np. Caravaggia, jednak w przeciwieństwie do włoskiego malarza, światło u Rembrandta ma charakter raczej metafizyczny niż ekspresyjny, a jego źródło jest często trudne do ustalenia (np. w Oślepieniu Samsona światło pada z punktu zbiegu linii perspektywicznych, a w Wieczerzy w Emaus – z blatu stołu, przy którym siedzi Chrystus). W latach ok. 1630 następuje u Rembrandta zmiana kolorytu, z zimnych tonów niebieskawo-zielonkawych na ciepłe, złoto-brązowe. Około roku 1640 pojawiają się w jego dziełach silna czerwień i głęboki ton żółty, ostatnie zaś 20-lecie jego twórczości charakteryzują silniejsze efekty kolorystyczne i znacznie szerszy sposób malowania.
Rembrandt zwany jest „malarzem duszy” w przeciwieństwie do Rubensa, malarza ciała. Ujmuje on wszystkie zjawiska głęboko: początkowe dzieła jego cechuje dramatyczne napięcie, jednak prace późniejszego okresu twórczości są coraz spokojniejsze i bardziej pełne duchowego pogłębienia. Przez całe życie malował z wielkim zamiłowaniem autoportrety. Powstało ich niemal 100, w tym około 20 grafik, tworząc w ten sposób „pamiętnikarski” zapis zmian jakie życie i doświadczenia wycisnęły na jego twarzy. Serię zapoczątkował w roku 1627 portretem własnym jako młodego mężczyzny, ukrywającego twarz w cieniu. Jednym z ostatnich dzieł jest płótno z 1669 roku, z którego spogląda na nas stary, poszarzały i pomimo uśmiechu, zmęczony życiem człowiek zapadający się w ciemność. Obraz powstał tuż przed śmiercią artysty.
Spuścizna artystyczna Rembrandta jest bardzo bogata. W Lejdzie w latach 1617–1631 powstały portrety własne, portrety krewnych (m.in. ojca i matki w Mauritshuis w Hadze), sceny biblijne: Ofiarowanie Chrystusa w świątyni, Samson i Dalila, Grosz czynszowy i inne, dalej przedstawienia starców, czytających lub rozmyślających w mrocznych wnętrzach. Prawie wszystkie obrazy Rembrandta tego okresu są małego formatu, malowane z wielką dokładnością. W pierwszych latach pobytu w Amsterdamie zyskał rozgłos jako świetny portrecista. W okresie tym powstały znakomite portrety: Lekcja anatomii Doktora Tulpa (1632), Pisarz (1631), Budowniczy okrętów z żoną (1633), Dama z wachlarzem (Londyn), grupa przedstawiająca kaznodzieję Anslo, pocieszającego kobietę w żałobie (1641) i inne. Z licznych autoportretów Rembrandta z tego okresu (lata 30. XVII. w.) najlepsze znajdują się w Luwrze w Paryżu, w Galerii Uffizi we Florencji i w galeriach: drezdeńskiej, londyńskiej, haskiej i berlińskiej. Silnym napięciem dramatycznym odznaczają się: Ofiara Abrahama (1635) i Oślepienie Samsona (1636). Ofiara Manoaha (1641) zapowiada już spokój i barwność dojrzałego okresu. Piękno aktu kobiecego wykazuje Danae (1636). Z okresu tego wyliczyć jeszcze należy małego formatu sceny Nowego Testamentu, spośród których Męka Pańska (1634) i Chrystus jako ogrodnik (1638) wysuwają się na plan pierwszy.
W roku 1642 powstał sławny obraz zwany Straż nocna, stanowiący punkt zwrotny w twórczości Rembrandta od silnego realizmu lat 30. do pewnego wizjonerstwa i mistycyzmu. Ze zbiorowych portretów tej epoki najsławniejsze: Lekcja anatomii Doktora Deymana (zachowany częściowo) i obraz Stalmeesters (zarząd cechu sukienników). Z dojrzałego okresu twórczości Rembrandta najpiękniejsze są portrety: Nik. Bruyningh (1652), burmistrza Jana Sixa (1654), syna Titusa, Hendrikje, autoportrety, wreszcie liczne popiersia starych Żydów. Znaczny dział w twórczości Rembrandta tego okresu zajmują sceny ze Starego i Nowego Testamentu, jak małego formatu Zuzanna wśród starców (1647), Tobiasz (1645 i 1650) itd. Następnie potężne kompozycje: Błogosławieństwo Jakuba (1654), Saul i Dawid (ok. 1659) i Powrót marnotrawnego syna (ok. 1665). Z obrazów religijnych powstały jeszcze: Św. Rodzina (1644, 1645, 1646), Emaus (ok. 1650; 1648). Rembrandt rzadko malował martwe natury: Rozpłatany wół itp., niezbyt też często krajobrazy, pojawiające się w jego twórczości od roku 1635.
Wielka jest spuścizna mistrzowskich rysunków Rembrandta, piórkowych i lawowanych tuszem (rzadsze są kredkowe). Znajdują się w dużych zbiorach europejskich. Dla dziejów grafiki przełomowe znaczenie miały akwaforty Rembrandta, oddające wspaniale jego efekty światłocieniowe. Wykonał ich ok. 350, obejmują tematy te same co obrazy. Najsławniejsze: Przekupień trucizny na szczury (1632), Krajobraz z trzema drzewami (1643), Autoportret w czasie rysowania (1645), Trzy krzyże (1653), Chrystus w Emaus (1654), Ecce Homo (1655).

## Uczniowie
Przez całe życie prowadził wielki warsztat malarski, przez który przewinęło się kilkudziesięciu uczniów. Wyszli z niego tacy malarze, jak: Jacob Backer, Ferdinand Bol, Gerard Dou, Willem Drost, Gerbrand van den Eeckhout, Barent Fabritius, Carel Fabritius, Govert Flinck, Aert Gelder, Samuel van Hoogstraten, Nicolaes Maes oraz mniej znani: Lambert Doomer, Abraham Furnerius, Hendrik Heerschop, Gerrit van der Horst, Isaac Jouderville, Karel van der Pluym, Constantijn van Renesse, Dirck van Santvoort., Jan de Wet. Wielu malarzy, choć nie było bezpośrednio uczniami Rembrandta, przejęło jego formułę malarską, m.in. Benjamin Gerritsz. Cuyp, Salomon Koninck, Philips Koninck, Willem de Poorter, Jan Victors, Jacob Willemsz. de Wet. Stąd kłopoty z atrybucją wielu jego dzieł.
Rozróżnieniem dzieł mistrza od obrazów jego uczniów zajmuje się od 1967 r. Komisja do Badań Twórczości Rembrandta (Rembrandt Research Project) z siedzibą w Amsterdamie. Owocem pracy międzynarodowego zespołu uczonych są kolejne tomy A Corpus of Rembrandt Paintings. Jeszcze na początku XX w. przypisywano Rembrandtowi 988 obrazów. W 1935 znawca Rembrandta Abraham Bredius podawał liczbę 630. Po weryfikacji dotychczasowych atrybucji pozostało ich ok. 300.

### Dzieła Rembrandta[8]

#### Okres lejdejski (1625–1631)
| Tytuł                                               | Rok       | Wymiary (cm)  | Miejsce przechowywania                        | Ilustracja |
| --------------------------------------------------- | --------- | ------------- | --------------------------------------------- | ---------- |
| Operacja                                            | 1624/1625 | 21,6 × 17,7   | kolekcja prywatna                             |            |
| Handlarz okularów                                   | 1624/1625 | 21 × 17,8     | Stedelijk Museum De Lakenhal, Lejda           |            |
| Trzech śpiewaków                                    | 1624/1625 | 21,6 × 17,8   | kolekcja prywatna (W. Baron van Dedem)        |            |
| Ukamienowanie Szczepana                             | 1625      | 89,5 × 123,6  | Musée des Beaux-Arts, Lyon                    |            |
| Wspaniałomyślność cesarza Tytusa                    | 1626      | 89,8 × 121 cm | Stedelijk Museum De Lakenhal Lejda            |            |
| Chrzest eunucha                                     | 1626      | 64 × 47,5     | Museum Catharijneconvent                      |            |
| Oślica Balaama                                      | 1626      | 63,2 × 46,5   | Musee Cognacq-Jay, Paryż                      |            |
| Koncert w strojach biblijnych                       | 1626      | 63,5 × 48     | Stedelijk Museum De Lakenhal, Lejda           |            |
| Wypędzenie przekupniów ze świątyni                  | 1626      | 43,1 × 32     | Muzeum Sztuk Pięknych im. Puszkina, Moskwa    |            |
| Tobiasz i Anna                                      | 1626      | 39,5 × 30     | Rijksmuseum                                   |            |
| Dawid prezentujący Saulowi głowę Goliata            | 1627      | 27,5 × 39,5   | Muzeum Sztuki, Bazylea                        |            |
| Ucieczka do Egiptu                                  | 1627      | 26 × 24       | Musée des Beaux-Arts, Tours                   |            |
| Wizerunek mężczyzny w kapeluszu                     | 1627      | 40 × 29,4     | kolekcja prywatna (Wielka Brytania)           |            |
| Święty Paweł w więzieniu                            | 1627      | 72,8 × 60,2   | Staatsgalerie Stuttgart                       |            |
| Przypowieść o bogaczu                               | 1627      | 32 cm × 42    | Gemäldegalerie                                |            |
| Dysputa świętych Piotra i Pawła                     | ok. 1628  | 72,3 × 59,5   | National Gallery of Victoria, Melbourne,      |            |
| Symeon w świątyni                                   | ok. 1628  | 55,4 × 43,7   | Kunsthalle Hamburg                            |            |
| Chrystus w Emaus                                    | ok. 1628  | 37,4 × 42,3   | Musée Jacquemart-Andre, Paryż                 |            |
| Autoportret                                         | ok. 1628  | 22,5 × 18,6   | Rijksmuseum                                   |            |
| Autoportret                                         | 1629      | 15,5 × 12,7   | Stara Pinakoteka                              |            |
| Autoportret                                         | ok. 1629  | 38,2 × 31     | Germanisches Nationalmuseum, Norymberga       |            |
| Judasz zwracający srebrniki                         | 1629      | 79 × 102,3    | Normanby Collection, Yorkshire                |            |
| Pracownia Rembrandta                                | ok. 1629  | 24,8 × 31,7   | Museum of Fine Arts w Bostonie                |            |
| Apostoł Paweł przy stole do pracy                   | 1629–1630 | 47,2 × 38     | Germanisches Nationalmuseum, Norymberga       |            |
| Samson i Dalila                                     | 1629–1630 | 61,3 × 50     | Gemäldegalerie                                |            |
| Dawid grający na harfie Saulowi                     | 1629–1630 | 61,8 × 50,2   | Städel Museum                                 |            |
| Jeremiasz opłakujący zburzenie Jerozolimy           | 1630      | 58,3 × 46,6   | Rijksmuseum                                   |            |
| Andromeda                                           | 1630      | 34 × 24,5     | Mauritshuis                                   |            |
| Starszy mężczyzna w futrzanej czapce (Portret ojca) | 1630      | 21,5 × 17     | Tiroler Landesmusem Ferdinandeum, Innsbruck   |            |
| Wskrzeszenie Łazarza                                | 1630–1631 | 96,2 × 81,5   | Los Angeles County Museum of Art, Los Angeles |            |
| Porwanie Prozerpiny                                 | 1631      | 84,4 × 79,7   | Gemäldegalerie                                |            |
| Autoportret w stroju orientalnym                    | 1631      | 66,5 × 52     | Musée du Petit Palais, Paryż                  |            |
| Prorokini Anna                                      | 1631      | 60 × 48       | Rijksmuseum                                   |            |
| Symeon w świątyni                                   | 1631      | 60,9 × 47,9   | Mauritshuis                                   |            |
| Święty Piotr w więzieniu                            | 1631      | 59 × 47,8     | Muzeum Izraela                                |            |

#### Pierwszy okres amsterdamski (1632–1639)
| Tytuł                                                | Rok       | Wymiary (cm)  | Miejsce przechowywania                     | Ilustracja |
| ---------------------------------------------------- | --------- | ------------- | ------------------------------------------ | ---------- |
| Mężczyzna w stroju orientalnym                       | 1632      | 152,7 × 111,1 | Metropolitan Museum of Art                 |            |
| Jacob de Gheyn III                                   | 1632      | 29,9 × 24,9   | Dulwich Picture Gallery                    |            |
| Lekcja anatomii doktora Tulpa                        | 1632      | 169,5 × 216,5 | Mauritshuis                                |            |
| Porwanie Europy                                      | 1632      | 62,2 × 77     | J. Paul Getty Museum                       |            |
| Uczony w pokoju z krętą klatką schodową              | 1632      | 29 × 33       | Luwr                                       |            |
| Zdjęcie z krzyża                                     | 1632–1633 | 89,4 × 65,2   | Stara Pinakoteka                           |            |
| Portret mężczyzny w stroju orientalnym               | 1633      | 85,8 × 63,8   | Stara Pinakoteka                           |            |
| Zdjęcie z krzyża                                     | 1634      | 158 × 117     | Ermitaż                                    |            |
| Saskia w kapeluszu z piórem                          | 1633      | 52,5 × 44     | Gemäldegalerie                             |            |
| Estera (przygotowująca się na spotkanie z Aswerusem) | ok. 1633  | 109,2 × 94,4  | National Gallery of Canada                 |            |
| Podniesienie krzyża                                  | 1633      | 95,7 × 72,2   | Stara Pinakoteka                           |            |
| Autoportret                                          | 1633      | 70,4 × 53     | Luwr                                       |            |
| Burza na Jeziorze Galilejskim                        | 1633      | 160 × 128     | Isabella Stewart Gardner Museum, Boston    |            |
| Saskia jako Flora                                    | 1634      | 125 × 101     | Ermitaż, Sankt Petersburg                  |            |
| Autoportret w futrzanym płaszczu                     | 1634      | 58,3 × 47,4   | Gemäldegalerie                             |            |
| Diana z Akteonem i Kallisto                          | 1634      | 73,5 × 93,5   | Museum Wasserburg                          |            |
| Portret Oopjen Coppit                                | 1634      | 207 × 132     | Kolekcja Rotschild, Paryż                  |            |
| Portret osiemdziesięciotrzyletniej kobiety           | 1634      | 71,1 × 55,9   | National Gallery w Londynie                |            |
| Saskia w czerwonym kapeluszu                         | ok. 1634  | 99,5 × 78,8   | Gemäldegalerie Alte Meister w Kassel       |            |
| Artemizja lub Sofonisba                              | 1634      | 142 × 152     | Prado                                      |            |
| Niewierny Tomasz                                     | 1634      | 53,1 × 50,5   | Muzeum Sztuk Pięknych im. Puszkina, Moskwa |            |
| Flora                                                | 1635      | 123,5 × 97,5  | National Gallery w Londynie                |            |
| Ofiarowanie Izaaka                                   | 1635      | 193,5 × 132,8 | Ermitaż                                    |            |
| Porwanie Ganimedesa                                  | 1635      | 171 × 130     | Galeria Obrazów Starych Mistrzów w Dreźnie |            |
| Samson grożący teściowi                              | ok. 1635  | 159 × 131     | Gemäldegalerie                             |            |
| Uczta Baltazara                                      | ok. 1635  | 167,6 × 209,2 | National Gallery w Londynie                |            |
| Autoportret z Saskią                                 | ok. 1635  | 161 × 131     | Galeria Obrazów Starych Mistrzów w Dreźnie |            |
| Zuzanna w kąpieli                                    | 1636      | 47,4 × 38,6   | Mauritshuis                                |            |
| Wniebowstąpienie                                     | 1636      | 93 × 68,7     | Stara Pinakoteka                           |            |
| Ofiara Abrahama                                      | 1636      | 195 × 123,3   | Stara Pinakoteka                           |            |
| Oślepienie Samsona                                   | 1636      | 205 × 272     | Städel Museum                              |            |
| Danae                                                | 1636      | 185 × 203     | Ermitaż                                    |            |
| Archanioł Rafał opuszczający Tobiasza                | 1637      | 66 × 52       | Luwr                                       |            |
| Szlachcic polski                                     | 1637      | 96,7 × 66,1   | National Gallery of Art                    |            |
| Pracujący w winnicy                                  | 1637      | 31 × 42       | Ermitaż                                    |            |
| Noli me tangere                                      | 1638      | 61,0 × 50,0   | Pałac Buckingham, Londyn                   |            |
| Krajobraz z miłosiernym Samarytaninem                | 1638      | 46,2 × 65,5   | Muzeum Książąt Czartoryskich w Krakowie    |            |
| Pejzaż z kamiennym mostem                            | ok. 1638  | 29,5 × 42,5   | Rijksmuseum                                |            |
| Wesele Samsona                                       | 1638      | 126,5 × 175,5 | Galeria Obrazów Starych Mistrzów w Dreźnie |            |
| Złożenie do grobu                                    | 1639      | 32,3 × 40,5   | Hunterian Museum                           |            |
| Złożenie do grobu                                    | 1635–1639 | 92,6 × 68,9   | Stara Pinakoteka                           |            |
| Głowa człowieka ze Wschodu                           | 1635–1639 | 101 × 79      | Chatsworth House                           |            |

#### Okres pośredni (1640–1647)
| Tytuł                                                | Rok       | Wymiary (cm)    | Miejsce przechowywania                     | Ilustracja |
| ---------------------------------------------------- | --------- | --------------- | ------------------------------------------ | ---------- |
| Krajobraz z burzą                                    | ok. 1640  | ?               | Herzog Anton Ulrich-Museum                 |            |
| Autoportret trzydziestoczteroletniego artysty        | 1640      | 102 × 80 cm     | National Gallery w Londynie                |            |
| Portret kaznodziei Cornelisa Anslo                   | 1641      | 176 × 210 cm    | Gemäldegalerie, Berlin                     |            |
| Dziewczyna w ramie obrazu (Żydowska narzeczona)      | 1641      | 105,5 × 76 cm   | Zamek Królewski, Warszawa                  |            |
| Uczony przy pulpicie (Ojciec żydowskiej narzeczonej) | 1641      | 105,4 × 76,4 cm | Zamek Królewski, Warszawa                  |            |
| Portret Agathy Bas                                   | 1641      | 105,2 × 83,9 cm | Royal Art Collection                       |            |
| Saskia z czerwonym kwiatem                           | 1641      | 98,5 × 82,5 cm  | Galeria Obrazów Starych Mistrzów w Dreźnie |            |
| Wymarsz strzelców lub Straż nocna                    | 1642      |                 | Rijksmuseum, Amsterdam                     |            |
| Pożegnanie Dawida z Jonatanem                        | 1642      | 73 × 61,5 cm    | Ermitaż, Sankt Petersburg                  |            |
| Chrystus i jawnogrzesznica (obraz Rembrandta)        | 1644      | 83,8 × 65,4 cm  | National Gallery w Londynie                |            |
| Święta Rodzina z aniołami                            | 1645      | 117 × 91 cm     | Ermitaż, Sankt Petersburg                  |            |
| Portret dziewczyny w oknie                           | 1645      | 81,6 × 66 cm    | Dulwich Picture Gallery, Londyn            |            |
| Sen Józefa                                           | 1645      | 20 × 27 cm      | Gemäldegalerie, Berlin                     |            |
| Święta Rodzina                                       | 1646      | 45 × 67 cm      | Gemaeldegalerie, Kassel                    |            |
| Pokłon pasterzy                                      | 1646      | 97 × 71,5 cm    | Stara Pinakoteka, Monachium                |            |
| Pokłon pasterzy                                      | 1646      | 65,5 × 55 cm    | National Gallery w Londynie                |            |
| Abraham i trzej aniołowie                            | 1646      | 16 × 21 cm      | Aurora Art Fund, Nowy Jork                 |            |
| Pejzaż zimowy                                        | 1646      | 17 × 23 cm      | Gemaeldegalerie, Kassel                    |            |
| Młoda kobieta w łóżku                                | ok. 1647  | 81,3 × 68 cm    | National Gallery of Scotland, Edynburg     |            |
| Zuzanna i starcy                                     | 1647      | 76 × 91 cm      | Gemäldegalerie, Berlin                     |            |
| Odpoczynek w czasie ucieczki do Egiptu               | 1647      | 33,8 × 47,8 cm  | National Gallery of Ireland, Dublin        |            |
| Młyn                                                 | 1645–1648 | 87,6 × 105,6 cm | National Gallery of Art, Waszyngton        |            |

#### Okres ostatni (1648–1669)
| Tytuł                                        | Rok           | Wymiary (cm)       | Miejsce przechowywania                       | Ilustracja |  |
| -------------------------------------------- | ------------- | ------------------ | -------------------------------------------- | ---------- |  |
| Wieczerza w Emaus                            | 1648          | 68 × 65 cm         | Luwr, Paryż                                  |            |  |
| Wieczerza w Emaus                            | 1648          | 89 × 111 cm        | Statens Museum, Kopenhaga                    |            |  |
| Portret dziewczyny w oknie                   | 1651          | 78 × 64 cm         | Nationalmuseum, Sztokholm                    |            |  |
| Portret starca w czerwieni                   | 1652–1654     | 109 × 85 cm        | Ermitaż, Sankt Petersburg                    |            |  |
| Arystoteles z popiersiem Homera              | 1653          | 143,5 × 136,5 cm   | Metropolitan Museum of Art, Nowy Jork        |            |  |
| Portret Jana Sixa                            | 1654          | 112 × 102 cm       | Fundacja Six, Amsterdam                      |            |  |
| Kąpiąca się dziewczyna                       | 1654          | 61,8 × 47 cm       | National Gallery w Londynie                  |            |  |
| Betsabe z listem Dawida                      | 1654          | 142 × 142 cm       | Gemäldegalerie, Berlin                       |            |  |
| Tytus za pulpitem                            | 1655          | 77 × 63 cm         | Museum Boijmans Van Beuningen, Rotterdam     |            |  |
| Józef i żona Potifara                        | 1655          | 106 × 98 cm        | National Gallery of Art. Waszyngton          |            |  |
| Józef i żona Potifara                        | 1655          | 110 × 87 cm        | Gemäldegalerie, Berlin                       |            |  |
| Autoportret                                  | ok. 1652      | 113 × 81,5 cm      | Muzeum Historii Sztuki w Wiedniu             |            |  |
| Rozpłatany wół                               | 1655          | 94 × 69 cm         | Luwr, Paryż                                  |            |  |
| Mężczyzna w hełmie                           | 1655          | 137,5 × 104,5 cm   | Kelvingrove Art Gallery and Museum, Glasgow  |            |  |
| Wojownik                                     | 1655          | 118 × 91,1 cm      | Museu Calouste Gulbenkian, Lizbona           |            |  |
| Jeździec polski (Lisowczyk)                  | 1655–1657     | 116,8 × 134,9 cm   | Frick Collection                             |            |  |
| Autoportret                                  | 1655          | 53 × 43 cm         | Scottish National Gallery                    |            |  |
| Dawid grający na harfie Saulowi              | 1656          | 130,5 × 164 cm     | Mauritshuis, Haga                            |            |  |
| Błogosławieństwo Jakuba                      | 1656          | 175,5 × 210,5 cm   | Gemäldegalerie, Berlin                       |            |  |
| Lekcja anatomii doktora Deymana              | (1656)        | 100 × 134 cm       | Amsterdam Museum, Amsterdam                  |            |  |
| Czytający Tytus                              | 1656–1657     | 71 × 62 cm         | Muzeum Historii Sztuki w Wiedniu             |            |  |
| Brodaty mężczyzna w czapce                   | ok. 1657      | 78 × 66,7 cm       | National Gallery w Londynie                  |            |  |
| Portret Katriny Hooghsaet –                  | 1657          | 126 × 98,5 cm      | Zamek Penrhyn, Gwynedd                       |            |  |
| Młoda dziewczyna z kolczykami –              | 1657          | 39,5 × 32,5 cm     | Ermitaż                                      |            |  |
| Tytus                                        | ok. 1658      | 67 × 55 cm         | Wallace Collection                           |            |  |
| Autoportret                                  | 1658          | 133,67 × 103,82 cm | Frick Collection                             |            |  |
| Portret Hendrickje Stoffels                  | 1658          | 86 × 65 cm         | Gemäldegalerie                               |            |  |
| Mojżesz z tablicami prawa                    | 1659          | 91 × 70 cm         | Gemäldegalerie, Berlin                       |            |  |
| Walka Jakuba z aniołem                       | ok. 1659      | 137 × 116 cm       | Gemäldegalerie, Berlin                       |            |  |
| Ahaswer, Haman i Estera                      | 1660          | 73 × 94 cm         | Muzeum Sztuk Pięknych im. Puszkina w Moskwie |            |  |
| Dawid odprawiający Uriasza                   | 1660          | 127 × 117 cm       | Ermitaż, Sankt Petersburg                    |            |  |
| Zaparcie się św. Piotra                      | ok. 1660      | 154 × 169 cm       | Rijksmuseum, Amsterdam                       |            |  |
| Portret Margarethy de Geer                   | ok. 1660      | 130,5 × 97,5 cm    | National Gallery w Londynie                  |            |  |
| Autoportret                                  | 1660          | 111 × 85 cm        | Luwr, Paryż                                  |            |  |
| Portret Tytusa w stroju mnicha               | ok. 1660      | 79,5 × 67,7 cm     | Rijksmuseum, Amsterdam                       |            |  |
| Sprzysiężenie Claudiusa Civilisa             | 1661          | 196 × 309 cm       | Statens Konstmuseer, Sztokholm,              |            |  |
| Artysta jako św. Paweł                       | 1661          | 91 × 77 cm         | Rijksmuseum, Amsterdam                       |            |  |
| Autoportret                                  | ok. 1661–1662 |                    | Londyn, Fundacja Iveagh                      |            |  |
| Święty Mateusz z aniołem                     | 1661          | 96 × 81 cm         | Luwr, Paryż                                  |            |  |
| Dwóch Afrykańczyków                          | 1661          | 77,8 × 64,4 cm     | Mauritshuis, Haga                            |            |  |
| Syndycy cechu sukienników                    | 1662          | 191,5 × 279 cm     | Rijksmuseum, Amsterdam                       |            |  |
| Żydowska narzeczona                          | ok. 1662      | 121,5 × 166,5 cm   | Rijksmuseum, Amsterdam                       |            |  |
| Król Ozjasz porażony trądem                  | 1663          |                    | Derbyshire, Chatsworth House                 |            |  |
| Homer                                        | 1663          | 107 × 82 cm        | Mauritshuis, haga                            |            |  |
| Lukrecja                                     | 1664          | 120 × 101 cm       | National Gallery of Art, Waszyngton          |            |  |
| Lukrecja                                     | 1666          | 110.2 cm x 92.3    | Minneapolis Institute of Arts                |            |  |
| Powrót syna marnotrawnego                    | 1668          | 262 × 205 cm       | Ermitaż, Petersburg,                         |            |  |
| Autoportret                                  | ok. 1668      | 82,5 × 65 cm       | Wallraf-Richartz-Museum, Kolonia             |            |  |
| Portret rodziny                              | 1668–1669     | 126 × 167 cm       | Herzog-Anton-Ulrich Museum, Brunszwik        |            |  |
| Autoportret                                  | 1669          | 86 × 70,5 cm       | National Gallery w Londynie                  |            |  |
| Autoportret                                  | 1669          | 65,4 × 60,2 cm     | Mauritshuis, Haga,                           |            |  |
| Starzec Symeon i Dzieciątko Jezus w świątyni | 1661–1669     | 98,5 × 79,5 cm     | Muzea w Sztokholmie                          |            |  |

### Obrazy o kwestionowanym autorstwie
| Tytuł                                      | Rok      | Wymiary (cm)     | Miejsce przechowywania              | Ilustracja |
| ------------------------------------------ | -------- | ---------------- | ----------------------------------- | ---------- |
| Portret Maertena Soolmansa                 | 1634     | 71,2 × 53        | Muzeum Narodowe w Warszawie         |            |
| Portret Maertena Soolmansa (obraz paryski) | 1634     | 207 × 132,5      | Kolekcja Rotschild, Paryż           |            |
| Saskia                                     | 1643     | 72 × 59 cm       | Gemäldegalerie, Berlin              |            |
| Portret starego mężczyzny                  | 1643     | 72,5 × 58,5 cm   | Opactwo Woburn, Woburn              |            |
| Święty Bartłomiej                          | 1657     | 122,7 × 99,7 cm  | Timken Museum of Art, San Diego     |            |
| Paweł Apostoł                              | ok. 1657 | 131,5 × 104,4 cm | National Gallery of Art, Waszyngton |            |

## Dzieła Rembrandta w Polsce

### Grafiki i akwaforty

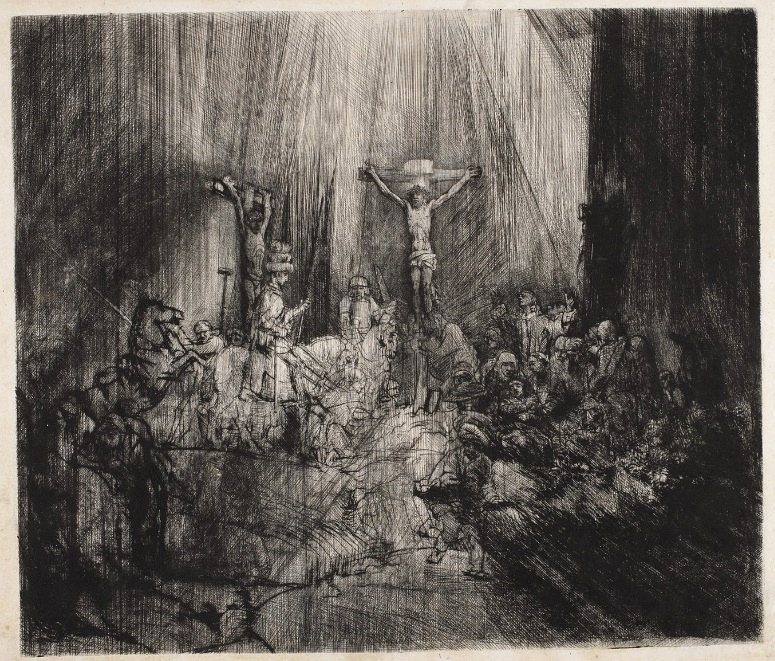
Trzy krzyże – 1653, Muzeum Narodowe w Warszawie

- Małe polowanie na lwy (z dwoma lwami) – ok. 1632, akwaforta, 15,5 × 12,4 cm, Muzeum Narodowe w Warszawie,
- Autoportret w berecie i szalu z filigranem pastorał bazylejski – 1633, akwaforta, 13,2 × 10,3 cm, Muzeum Narodowe w Warszawie,
- Święty Hieronim piszący przy pniu wierzby – 1648, akwaforta, 18 × 13,3 cm, Muzeum Narodowe w Warszawie,
- Trzy krzyże – 1653, akwaforta, 38,5 × 44,8 cm, Muzeum Narodowe w Warszawie

### Obrazy
W Polsce znajdują się trzy obrazy Rembrandta. Jeden z nich (Krajobraz z miłosiernym Samarytaninem), przechowywany jest w Muzeum Czartoryskich w Krakowie, a dwa pozostałe na Zamku Królewskim w Warszawie (są to: Uczony przy pulpicie, znany też jako Ojciec żydowskiej narzeczonej i Dziewczyna w ramie obrazu, także: Żydowska narzeczona – nie mylić z innym obrazem o tym tytule z Rijksmuseum; oba powstały w 1641 roku).
O ile kwestia autorstwa Pejzażu z miłosiernym Samarytaninem nie podlegała wątpliwości, o tyle w przypadku dwóch pozostałych dzieł dopiero w 2006 roku oficjalnie potwierdzono, że namalował je Rembrandt. Obrazy te, zakupione przez króla Stanisława Augusta Poniatowskiego, trafiły później w ręce rodziny Lanckorońskich, a następnie zostały przejęte przez gestapo. Po wojnie rodzinie udało się je odzyskać. W 1994 Karolina Lanckorońska przekazała swoją kolekcję w darze dla Narodu Polskiego i w ten sposób na Zamek trafiły oba dzieła Rembrandta.